# Skoky na trampolíně na Letních olympijských hrách 2008
Skoky na trampolíně na Letních olympijských hrách 2008.

## Medailisté
| Soutěž | Zlato                      | Stříbro                       | Bronz                                |
| ------ | -------------------------- | ----------------------------- | ------------------------------------ |
| Muži   | Lu Čchun-lung · Čína (CHN) | Jason Burnett · Kanada (CAN)  | Tung Tung · Čína (CHN)               |
| Ženy   | Che Wen-na · Čína (CHN)    | Karen Cockburn · Kanada (CAN) | Jekatěrina Chilko · Uzbekistán (UZB) |